# 246643 Miaoli
246643 Miaoli este un asteroid din centura principală de asteroizi.

## Descriere
246643 Miaoli este un asteroid din centura principală de asteroizi. A fost descoperit pe 18 decembrie 2008 la Observatorul Lulin de Hsiao Xiang-Yao și Ye Quan-Zhi. Asteroidul prezintă o orbită caracterizată de o semiaxă mare de 2,70 ua, o excentricitate de 0,19 și o înclinație de 3,7° în raport cu ecliptica.